# Sedan (prueba nuclear)

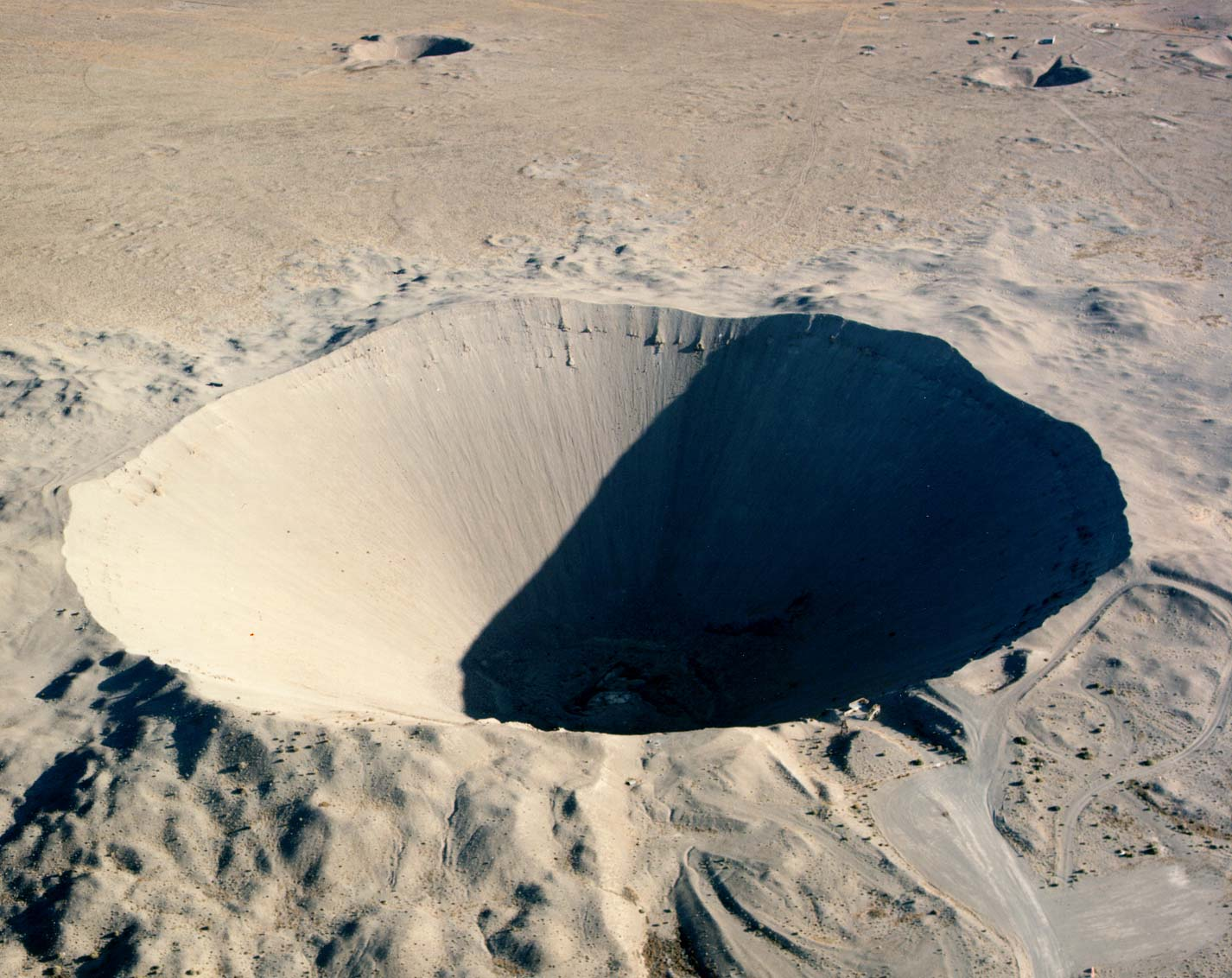
El cráter Sedan.

Storax Sedan fue una prueba nuclear subterránea realizada en el área 10 de Yucca Flat en el Emplazamiento de Pruebas de Nevada el 6 de julio de 1962, como parte de la Operación Plowshare, un programa para investigar el uso de armas nucleares para la minería, craterización y otros fines civiles. La lluvia radiactiva de la prueba contaminó más estadounidenses que cualquier otra prueba nuclear y el cráter Sedan se convirtió en el cráter artificial más grande en los Estados Unidos y está listado en el Registro Nacional de Lugares Históricos.[cita requerida]

## Efectos
Sedan fue un dispositivo termonuclear con un rendimiento de fisión de menos del 30 % y una fusión cerca de 70 %. La prueba fue asignada dentro del año fiscal de la Operación Storax, pero funcionalmente fue parte de la Operación Plowshare, y el protocolo de ensayo fue patrocinado y dirigido por Laboratio Nacional Lawrence Livermore con una implicación mínima del Departamento de Defensa de los Estados Unidos. El artefacto explosivo se ubicó en un pozo perforado en la arena de una llanura aluvial a 194 m de profundidad. La explosión de fusión-fisión tuvo un rendimiento equivalente a 104 kilotones de TNT (435 terajulios) y levantó una cúpula de tierra de 90 m sobre el suelo del desierto antes de que se dispersase tres segundos después de la detonación, removiendo y expulsando más de 11 000 000 kg de tierra. El cráter resultante tuvo 100 m de profundidad con un diámetro de aproximadamente 390 m. Un área circular de cinco millas fue oscurecida desde el lugar de explosión por una nube de polvo de expansión rápida, similar a los flujos piroclásticos de la erupción de un volcán. La explosión causó las ondas sísmicas equivalentes a un terremoto de 4,75 en la escala de Richter. El nivel de radiación en la boca del cráter a 1 hora después de la explosión fue de 500 R por hora.
Dentro de los 7 meses (~ 210 días) de la excavación, el fondo del cráter se podía caminar de forma segura sin ropa protectora, con niveles de radiación de 35  mR por hora después de 167 días.